# L'Appel de la forêt (film, 1908)
Pour les articles homonymes, voir L'Appel de la forêt et Call of the Wild.

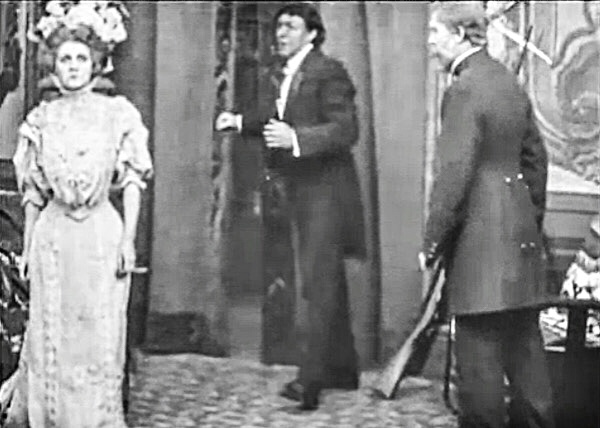
Capture d'écran d'une copie du film L'Appel de la forêt montrant les acteurs (de gauche à droite) Florence Lawrence, Charles Inslee et Harry Solter.

L'Appel de la forêt (The Call of the Wild) est un film muet américain réalisé par D. W. Griffith, sorti en 1908.

## Synopsis

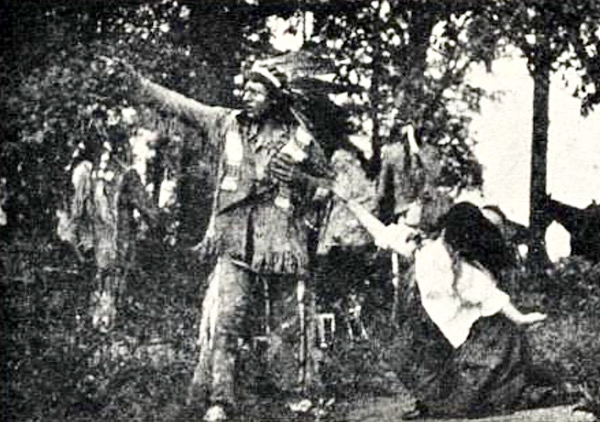
Image extraite du film.

Un indien sort diplômé de sa faculté et veut épouser la femme blanche qu'il aime. Seulement elle le rejette. Il la fait prisonnière et finit par céder aux appels de la jeune femme.

## Fiche technique
- Titre : L'Appel de la forêt
- Titre original : The Call of the Wild
- Réalisation : D. W. Griffith
- Scénario : D. W. Griffith, d'après le roman éponyme de Jack London
- Société de production et de distribution : American Mutoscope and Biograph Company[2]
- Photographie : Arthur Marvin
- Pays :  États-Unis
- Format[3] : Noir et blanc - Muet - 1,33:1 ou 1,37:1[4] - 35 mm[4],[5]
- Longueur de pellicule : 988 pieds (301 mètres[5])
- Durée : 16 minutes (à 16 images par seconde)[3]
- Date de sortie : 27 octobre 1908

## Distribution
Les noms des personnages proviennent de l'Internet Movie Database.
- Florence Lawrence : Gladys Penrose
- Charles Gorman
- Mack Sennett : un invité à la fête / un indien
- Charles Inslee : George Redfeather
- Harry Solter : Lieutenant Penrose[4],[6]
- George Gebhardt : l'agent indien / un indien[4],[6]
- John R. Cumpson : le domestique chinois[4],[6]
- Arthur V. Johnson : un invité à la fête / indien[4],[6]
- Claire McDowell : un invité à la fête[4],[6]

## Autour du film
Les scènes du film ont été tournées les 17 et 25 septembre 1908 à Coytesville, dans le New Jersey.